# Copa Rio de 2022
A Copa Rio de 2022 foi a 26ª edição da Copa Rio, torneio de futebol organizado pela Federação de Futebol do Estado do Rio de Janeiro (FERJ). O torneio foi disputado entre os dias 10 de agosto e 15 de outubro de 2022. O vencedor do torneio teve direito à escolha de uma vaga na Copa do Brasil de 2023 ou no Campeonato Brasileiro da Série D de 2023, ficando o vice-campeão com a vaga restante.

## Sistema de disputa
A competição foi dividida em cinco fases, todas disputadas em caráter eliminatório e com partidas de ida e volta. A primeira fase foi disputada por oito equipes da Série A2, quatro equipes da Série B1 e quatro equipes da Série B2. Na primeira fase, as equipes classificadas foram sorteadas para formar 4 confrontos entre equipes da A2 e da B1 e 4 confrontos entre equipes da A2 e da B2. Nas oitavas de final, entram as equipes da Série A, as quais serão sorteadas em oito confrontos contra os vencedores da primeira fase. A partir das oitavas, não há mais sorteio de confrontos e o chaveamento destes já está definido até a final.
Da primeira fase até as quartas de final, o mando de campo da primeira partida foi da equipe de categoria inferior a do adversário, sendo que nas quartas é possível ser feito um sorteio do mando caso o confronto seja entre equipes da mesma divisão. Já na semifinal e na final, a ordem dos mandos de campo foi definidas por sorteio. Em todas as fases, caso haja empate na soma dos resultados das duas partidas, o confronto é decidido nos pênaltis.
O campeão do torneio pode escolher uma vaga na Copa do Brasil de 2023 ou no Campeonato Brasileiro da Série D de 2023. O vice-campeão fica com a vaga rejeitada pelo campeão.

## Participantes
| Equipe                 | Cidade                 | Divisão em 2021 |
| ---------------------- | ---------------------- | --------------- |
| America                | Rio de Janeiro         | Série A2        |
| Americano              | Campos dos Goytacazes  | Série A2        |
| Artsul                 | Nova Iguaçu            | Série A2        |
| Audax Rio              | Angra dos Reis         | Série A2        |
| Bangu                  | Rio de Janeiro         | Série A         |
| Barra da Tijuca        | Rio de Janeiro         | Série B2        |
| Boavista-RJ            | Saquarema              | Série A         |
| CEAC/Araruama          | Araruama               | Série B2        |
| Ceres                  | Rio de Janeiro         | Série B2        |
| Friburguense           | Nova Friburgo          | Série A2        |
| Gonçalense/Petrópolis  | Petrópolis             | Série A2        |
| Macaé                  | Macaé                  | Série A         |
| Madureira              | Rio de Janeiro         | Série A         |
| Maricá                 | Maricá                 | Série A2        |
| Nova Iguaçu            | Nova Iguaçu            | Série A         |
| Olaria                 | Rio de Janeiro         | Série B1        |
| Paduano                | Santo Antônio de Pádua | Série B2        |
| Pérolas Negras         | Resende                | Série B1        |
| Portuguesa-RJ          | Rio de Janeiro         | Série A         |
| Resende                | Resende                | Série A         |
| Sampaio Corrêa-RJ      | Saquarema              | Série A2        |
| São Gonçalo EC/Niterói | São Gonçalo            | Série B1        |
| Serra Macaense         | Macaé                  | Série B1        |
| Volta Redonda          | Volta Redonda          | Série A         |

## Primeira fase
Em itálico, os times que possuem o mando de campo no primeiro jogo do confronto e em negrito os times classificados.
| Equipe 1               | Total | Equipe 2              | 1.º jogo | 2.º jogo |
| ---------------------- | ----- | --------------------- | -------- | -------- |
| Pérolas Negras         | 1–0   | Sampaio Corrêa-RJ     | 0–0      | 1–0      |
| Olaria                 | 3–0   | Friburguense          | 2–0      | 1–0      |
| São Gonçalo EC/Niterói | 1–3   | Gonçalense/Petrópolis | 0–1      | 1–2      |
| Serra Macaense         | 3–0   | Audax Rio             | 2–0      | 1–0      |
| Ceres                  | 0–5   | Maricá                | 0–3      | 0–2      |
| Paduano                | 3–0   | America               | 0–0      | 3–0      |
| Barra da Tijuca        | 3–2   | Artsul                | 3–2      | 0–0      |
| CEAC/Araruama          | 2–3   | Americano             | 1–1      | 1–2      |

Detalhes
| 10 de agosto de 2022 | Pérolas Negras | 0 – 0         | Sampaio Corrêa-RJ | Resende                                                                                     |  |
| 15:00                |                | Súmula (FERJ) |                   | Estádio: Estádio do Trabalhador Público: 96 Árbitro: RJ Rodrigo Félix de Oliveira Rodrigues |  |

| 10 de agosto de 2022 | Olaria                     | 2 – 0         | Friburguense | Rio de Janeiro                                                             |  |
| 15:00                | Wallace 23' · Weverton 42' | Súmula (FERJ) |              | Estádio: Estádio da Rua Bariri Público: 91 Árbitro: RJ Lucas Coelho Santos |  |

| 10 de agosto de 2022 | São Gonçalo EC/Niterói | 0 – 1         | Gonçalense/Petrópolis | Rio de Janeiro                                                 |  |
| 15:00                |                        | Súmula (FERJ) | Talisson 61'          | Estádio: Alzirão Público: 38 Árbitro: RJ Pedro Goulart Martins |  |

| 10 de agosto de 2022 | Serra Macaense             | 2 – 0         | Audax Rio | Saquarema                                                                        |  |
| 15:00                | Rhainer 53' · Wilcon 90+3' | Súmula (FERJ) |           | Estádio: Estádio Elcyr Resende Público: 62 Árbitro: RJ Jodis Nascimento de Souza |  |

| 10 de agosto de 2022 | Paduano | 0 – 0         | America | Rio de Janeiro                                                                         |  |
| 15:00                |         | Súmula (FERJ) |         | Estádio: Estádio de Moça Bonita Público: 97 Árbitro: RJ Wallace Rogério Rufino de Lima |  |

| 10 de agosto de 2022 | Barra da Tijuca                   | 3 – 2         | Artsul              | Rio de Janeiro                                                                        |  |
| 10:00                | Marquinhos 17', 33' · Verdini 27' | Súmula (FERJ) | Luiz Boone 49', 85' | Estádio: Estádio de Moça Bonita Público: 56 Árbitro: RJ Thiago Junio Martins Ferreira |  |

| 10 de agosto de 2022 | CEAC/Araruama       | 1 – 1         | Americano   | Saquarema                                                                        |  |
| 15:00                | Michael Douglas 37' | Sumula (FERJ) | Nivaldo 61' | Estádio: Estádio Lourival Gomes Público: 62 Árbitro: RJ Elito Marcelo dos Santos |  |

| 11 de agosto de 2022 | Ceres | 0 – 3         | Maricá                       | Nilópolis                                                                                    |  |
| 15:00                |       | Súmula (FERJ) | Walber 40', 51' · Badola 49' | Estádio: Estádio Joaquim de A. Flores Público: 61 Árbitro: RJ Pedro Henrique de Paula França |  |

| 17 de agosto de 2022 | Sampaio Corrêa-RJ | 0 – 1         | Pérolas Negras | Saquarema                                                                               |  |
| 15:00                |                   | Súmula (FERJ) | MV 16'         | Estádio: Estádio Lourival Gomes Público: 66 Árbitro: RJ João Marcos Gonçalves Fernandes |  |

| 17 de agosto de 2022 | Gonçalense/Petrópolis        | 2 – 1         | São Gonçalo EC/Niterói | Petrópolis                                                                  |  |
| 15:00                | Emerson 12' · Ricardinho 25' | Súmula (FERJ) | Bruno Ernandes 64'     | Estádio: Estádio Atilio Maroti Público: 84 Árbitro: RJ Rodrigo Souza Soares |  |

| 17 de agosto de 2022 | Audax Rio | 0 – 1         | Serra Macaense | Angra dos Reis                                                                |  |
| 15:00                |           | Súmula (FERJ) | Rhainer 78'    | Estádio: Estádio Jair Toscano Público: 42 Árbitro: RJ Renato de Souza Andrade |  |

| 17 de agosto de 2022 | Maricá                  | 2 – 0         | Ceres | Itaboraí                                                          |  |
| 15:00                | Jonnes 78' · Neto 90+2' | Súmula (FERJ) |       | Estádio: Alzirão Público: 43 Árbitro: RJ Andrew Ferreira de Mello |  |

| 17 de agosto de 2022 | America | 0 – 3         | Paduano                               | Rio de Janeiro                                                                                     |  |
| 15:00                |         | Súmula (FERJ) | Wallace 06' · Salles 75' · Foca 90+5' | Estádio: Estádio Giulite Coutinho Público: 193 Árbitro: RJ Washington Fernando Moreira de Oliveira |  |

| 17 de agosto de 2022 | Artsul | 0 – 0         | Barra da Tijuca | Nova Iguaçu                                                                            |  |
| 15:00                |        | Súmula (FERJ) |                 | Estádio: Estádio Nivaldo Pereira Público: 84 Árbitro: RJ José Waldson de Matos Modesto |  |

| 17 de agosto de 2022 | Americano                              | 2 – 1         | CEAC/Araruama         | Cardoso Moreira                                                                              |  |
| 15:00                | Bruno Brabosa 56' · Jonathan Chula 76' | Súmula (FERJ) | Michael Douglas 45+1' | Estádio: Estádio Antônio F. de Medeiros Público: 84 Árbitro: RJ Wandemberg de Araújo F. Lima |  |

| 20 de agosto de 2022 | Friburguense | 0 – 1         | Olaria      | Nova Friburgo                                                                        |  |
| 15:00                |              | Súmula (FERJ) | Matheus 82' | Estádio: Estádio Eduardo Guinle Público: 140 Árbitro: RJ Marco Aurélio Correia Reges |  |

## Fase final
Em itálico, as equipes que possuem o mando de campo no primeiro jogo do confronto e em negrito as equipes classificadas.
|  | Oitavas de final             | Oitavas de final             | Oitavas de final             | Oitavas de final             |       |                | Quartas de final   | Quartas de final   | Quartas de final   | Quartas de final   |  |                  | Semifinais       | Semifinais       | Semifinais       | Semifinais       |               |   | Final             | Final             | Final             | Final             |
|  | 24 de agosto a 8 de setembro | 24 de agosto a 8 de setembro | 24 de agosto a 8 de setembro | 24 de agosto a 8 de setembro |       |                | 7 a 21 de setembro | 7 a 21 de setembro | 7 a 21 de setembro | 7 a 21 de setembro |  |                  | 1 e 5 de outubro | 1 e 5 de outubro | 1 e 5 de outubro | 1 e 5 de outubro |               |   | 8 e 15 de outubro | 8 e 15 de outubro | 8 e 15 de outubro | 8 e 15 de outubro |
|  |                              |                              |                              |                              |       |                |                    |                    |                    |                    |  |                  |                  |                  |                  |                  |               |   |                   |                   |                   |                   |
|  | Americano                    | 4                            | 2                            | 6                            |       |                |                    |                    |                    |                    |  |                  |                  |                  |                  |                  |               |   |                   |                   |                   |                   |
|  | Nova Iguaçu                  | 0                            | 2                            | 2                            |       |                |                    |                    |                    |                    |  |                  |                  |                  |                  |                  |               |   |                   |                   |                   |                   |
|  | Nova Iguaçu                  | 0                            | 2                            | 2                            |       | Americano      | 2                  | 2                  | 4                  |                    |  |                  |                  |                  |                  |                  |               |   |                   |                   |                   |                   |
|  |                              |                              |                              |                              |       | Americano      | 2                  | 2                  | 4                  |                    |  |                  |                  |                  |                  |                  |               |   |                   |                   |                   |                   |
|  |                              | Macaé                        | 1                            | 0                            | 1     |                |                    |                    |                    |                    |  |                  |                  |                  |                  |                  |               |   |                   |                   |                   |                   |
|  | Barra da Tijuca              | Macaé                        | 1                            | 0                            | 1     | 3              | 0                  | 3 (4)              |                    |                    |  |                  |                  |                  |                  |                  |               |   |                   |                   |                   |                   |
|  | Barra da Tijuca              |                              |                              |                              |       | 3              | 0                  | 3 (4)              |                    |                    |  |                  |                  |                  |                  |                  |               |   |                   |                   |                   |                   |
|  | Macaé (pen)                  | 2                            | 1                            | 3 (5)                        |       |                |                    |                    |                    |                    |  |                  |                  |                  |                  |                  |               |   |                   |                   |                   |                   |
|  | Macaé (pen)                  | 2                            | 1                            | 3 (5)                        |       |                |                    |                    |                    |                    |  | Americano        | 1                | 2                | 3                |                  |               |   |                   |                   |                   |                   |
|  |                              |                              |                              |                              |       |                |                    |                    |                    |                    |  | Americano        | 1                | 2                | 3                |                  |               |   |                   |                   |                   |                   |
|  |                              | Volta Redonda                | 1                            | 3                            | 4     |                |                    |                    |                    |                    |  |                  |                  |                  |                  |                  |               |   |                   |                   |                   |                   |
|  | Paduano                      | Volta Redonda                | 1                            | 3                            | 4     | 2              | 1                  | 3                  |                    |                    |  |                  |                  |                  |                  |                  |               |   |                   |                   |                   |                   |
|  | Paduano                      |                              |                              |                              |       | 2              | 1                  | 3                  |                    |                    |  |                  |                  |                  |                  |                  |               |   |                   |                   |                   |                   |
|  | Madureira                    | 0                            | 0                            | 0                            |       |                |                    |                    |                    |                    |  |                  |                  |                  |                  |                  |               |   |                   |                   |                   |                   |
|  | Madureira                    | 0                            | 0                            | 0                            |       | Paduano        | 2                  | 1                  | 3 (3)              |                    |  |                  |                  |                  |                  |                  |               |   |                   |                   |                   |                   |
|  |                              |                              |                              |                              |       | Paduano        | 2                  | 1                  | 3 (3)              |                    |  |                  |                  |                  |                  |                  |               |   |                   |                   |                   |                   |
|  |                              | Volta Redonda (pen)          | 2                            | 1                            | 3 (4) |                |                    |                    |                    |                    |  |                  |                  |                  |                  |                  |               |   |                   |                   |                   |                   |
|  | Maricá                       | Volta Redonda (pen)          | 2                            | 1                            | 3 (4) | 0              | 1                  | 1                  |                    |                    |  |                  |                  |                  |                  |                  |               |   |                   |                   |                   |                   |
|  | Maricá                       |                              |                              |                              |       | 0              | 1                  | 1                  |                    |                    |  |                  |                  |                  |                  |                  |               |   |                   |                   |                   |                   |
|  | Volta Redonda                | 2                            | 5                            | 7                            |       |                |                    |                    |                    |                    |  |                  |                  |                  |                  |                  |               |   |                   |                   |                   |                   |
|  | Volta Redonda                | 2                            | 5                            | 7                            |       |                |                    |                    |                    |                    |  |                  |                  |                  |                  |                  | Volta Redonda | 3 | 1                 | 4                 |                   |                   |
|  |                              |                              |                              |                              |       |                |                    |                    |                    |                    |  |                  |                  |                  |                  |                  |               | 3 | 1                 | 4                 |                   |                   |
|  |                              | Portuguesa-RJ                | 1                            | 1                            | 2     |                |                    |                    |                    |                    |  |                  |                  |                  |                  |                  |               |   |                   |                   |                   |                   |
|  | Serra Macaense               | Portuguesa-RJ                | 1                            | 1                            | 2     | 3              | 4                  | 7                  |                    |                    |  |                  |                  |                  |                  |                  |               |   |                   |                   |                   |                   |
|  | Serra Macaense               |                              |                              |                              |       | 3              | 4                  | 7                  |                    |                    |  |                  |                  |                  |                  |                  |               |   |                   |                   |                   |                   |
|  | Boavista-RJ                  | 0                            | 3                            | 3                            |       |                |                    |                    |                    |                    |  |                  |                  |                  |                  |                  |               |   |                   |                   |                   |                   |
|  | Boavista-RJ                  | 0                            | 3                            | 3                            |       | Serra Macaense | 0                  | 1                  | 1                  |                    |  |                  |                  |                  |                  |                  |               |   |                   |                   |                   |                   |
|  |                              |                              |                              |                              |       | Serra Macaense | 0                  | 1                  | 1                  |                    |  |                  |                  |                  |                  |                  |               |   |                   |                   |                   |                   |
|  |                              | Gonçalense/Petr.             | 1                            | 3                            | 4     |                |                    |                    |                    |                    |  |                  |                  |                  |                  |                  |               |   |                   |                   |                   |                   |
|  | Gonçalense/Petr.             | Gonçalense/Petr.             | 1                            | 3                            | 4     | 1              | 1                  | 2                  |                    |                    |  |                  |                  |                  |                  |                  |               |   |                   |                   |                   |                   |
|  | Gonçalense/Petr.             |                              |                              |                              |       | 1              | 1                  | 2                  |                    |                    |  |                  |                  |                  |                  |                  |               |   |                   |                   |                   |                   |
|  | Resende                      | 1                            | 0                            | 1                            |       |                |                    |                    |                    |                    |  |                  |                  |                  |                  |                  |               |   |                   |                   |                   |                   |
|  | Resende                      | 1                            | 0                            | 1                            |       |                |                    |                    |                    |                    |  | Gonçalense/Petr. | 1                | 0                | 1                |                  |               |   |                   |                   |                   |                   |
|  |                              |                              |                              |                              |       |                |                    |                    |                    |                    |  | Gonçalense/Petr. | 1                | 0                | 1                |                  |               |   |                   |                   |                   |                   |
|  |                              | Portuguesa-RJ                | 0                            | 2                            | 2     |                |                    |                    |                    |                    |  |                  |                  |                  |                  |                  |               |   |                   |                   |                   |                   |
|  | Pérolas Negras               | Portuguesa-RJ                | 0                            | 2                            | 2     | 3              | 2                  | 5                  |                    |                    |  |                  |                  |                  |                  |                  |               |   |                   |                   |                   |                   |
|  | Pérolas Negras               |                              |                              |                              |       | 3              | 2                  | 5                  |                    |                    |  |                  |                  |                  |                  |                  |               |   |                   |                   |                   |                   |
|  | Bangu                        | 1                            | 2                            | 3                            |       |                |                    |                    |                    |                    |  |                  |                  |                  |                  |                  |               |   |                   |                   |                   |                   |
|  | Bangu                        | 1                            | 2                            | 3                            |       | Pérolas Negras | 1                  | 0                  | 1                  |                    |  |                  |                  |                  |                  |                  |               |   |                   |                   |                   |                   |
|  |                              |                              |                              |                              |       | Pérolas Negras | 1                  | 0                  | 1                  |                    |  |                  |                  |                  |                  |                  |               |   |                   |                   |                   |                   |
|  |                              | Portuguesa-RJ                | 2                            | 2                            | 4     |                |                    |                    |                    |                    |  |                  |                  |                  |                  |                  |               |   |                   |                   |                   |                   |
|  | Olaria                       | Portuguesa-RJ                | 2                            | 2                            | 4     | 0              | 2                  | 2                  |                    |                    |  |                  |                  |                  |                  |                  |               |   |                   |                   |                   |                   |
|  | Olaria                       |                              |                              |                              |       | 0              | 2                  | 2                  |                    |                    |  |                  |                  |                  |                  |                  |               |   |                   |                   |                   |                   |
|  | Portuguesa-RJ                | 2                            | 2                            | 4                            |       |                |                    |                    |                    |                    |  |                  |                  |                  |                  |                  |               |   |                   |                   |                   |                   |

## Artilharia
| Gols | Jogador        | Time                  |
| ---- | -------------- | --------------------- |
| 6    | Jonathan Chula | Americano             |
| 6    | Rhainer        | Serra Macaense        |
| 4    | Jones Carioca  | Americano             |
| 3    | Anderson Manga | Macaé                 |
| 3    | Bruno Santos   | Volta Redonda         |
| 3    | Denilson       | Gonçalense/Petrópolis |
| 3    | Douglas Skilo  | Portuguesa-RJ         |
| 3    | João Tanque    | Pérolas Negras        |
| 3    | Lelê           | Volta Redonda         |

## Premiação
| Copa Rio 2022                                   |
| ----------------------------------------------- |
| Volta Redonda Futebol Clube Campeão (5º título) |